# Gruppo Sportivo Porto Robur Costa 2017-2018
Questa voce raccoglie le informazioni riguardanti il Gruppo Sportivo Porto Robur Costa nelle competizioni ufficiali della stagione 2017-2018.

## Stagione
Nella stagione 2017-18 il Gruppo Sportivo Porto Robur Costa assume la denominazione sponsorizzata di Bunge Ravenna.
Partecipa per la quinta volta alla Superlega; chiude la regular season di campionato all'ottavo posto in classifica, qualificandosi per i play-off scudetto: viene eliminata ai quarti di finale dalla Sir Safety Perugia. Accede quindi ai play-off 5º posto dove esce ai quarti di finale a seguito della serie persa contro il Padova.
In Coppa Italia è sconfitta ai quarti di finale dalla Lube.
Grazie alla vittoria dei play-off 5º posto nella stagione 2016-17, gioca la Challange Cup: vince per la prima volta il trofeo battendo nella doppia finale l'Olympiakos.

## Organigramma societario
Area direttiva
- Presidente: Luca Casadio
- Vicepresidente: Damiano Donati
- Direttore generale: Marco Bonitta
- Segreteria generale: Maria Teresa Arfelli
- Team manager: Jacopo Pasini
- Gestione sponsor tecnici: Corrado Scozzoli
- Organizzazione: Roberto Costa

Area tecnica
- Allenatore: Fabio Soli
- Allenatore in seconda: Luigi Parisi
- Assistente allenatori: Alessandro Greco
- Scout man: Luca Berarducci
- Direttore tecnico settore giovanile: Pietro Mazzi

Area comunicazione
- Ufficio stampa: Vincenzo Benini
- Responsabile comunicazioni: Maria Teresa Arfelli
- Relazioni esterne: Paolo Badiali
- Responsabile eventi: Cristina Adifi

Area marketing
- Ufficio marketing: Jacopo Pasini
- Responsabile commerciale: Jacopo Pasini
- Biglietteria: Cristina Adifi

Area sanitaria
- Staff medico: Alessandro Nobili
- Preparatore atletico: Simone Ade
- Fisioterapista: Stefano Bandini
- Consulente ortopedico: Massimo Cirilli
- Osteopata: Flavio Tiene
- Radiologo: Ivan Nanni

## Rosa
| N° | Nome              | Ruolo | Data di nascita  | Nazionalità sportiva |
| -- | ----------------- | ----- | ---------------- | -------------------- |
| 1  | Tiziano Mazzone   | S     | 22 luglio 1995   | Italia               |
| 2  | Marco Vitelli     | C     | 4 aprile 1996    | Italia               |
| 5  | Santiago Orduna   | P     | 31 agosto 1983   | Italia               |
| 6  | Cristian Poglajen | S     | 14 luglio 1989   | Argentina            |
| 7  | Giacomo Raffaelli | S     | 7 febbraio 1995  | Italia               |
| 8  | Matteo Pistolesi  | P     | 14 marzo 1995    | Italia               |
| 9  | Miguel Gutiérrez  | O     | 21 febbraio 1997 | Cuba                 |
| 10 | Riccardo Goi      | L     | 24 agosto 1992   | Italia               |
| 11 | Krasimir Georgiev | C     | 13 febbraio 1995 | Bulgaria             |
| 12 | Enrico Diamantini | C     | 4 aprile 1993    | Italia               |
| 14 | Stefano Marchini  | L     | 14 gennaio 1997  | Italia               |
| 15 | Lorenzo Maretti   | S     | 22 gennaio 2001  | Italia               |
| 16 | Nicolas Maréchal  | S     | 4 marzo 1987     | Francia              |
| 18 | Paul Buchegger    | O     | 4 marzo 1996     | Austria              |

## Mercato
| Acquisti | Acquisti          | Acquisti           | Acquisti   |
| R.       | Nome              | da                 | Modalità   |
| -------- | ----------------- | ------------------ | ---------- |
| O        | Paul Buchegger    | Impavida Ortona    | definitivo |
| C        | Enrico Diamantini | Callipo            | definitivo |
| C        | Krasimir Georgiev | CSKA Sofia         | definitivo |
| O        | Miguel Gutiérrez  | Villa Clara        | definitivo |
| S        | Nicolas Maréchal  | İstanbul BB        | definitivo |
| S        | Tiziano Mazzone   | Trentino           | definitivo |
| P        | Santiago Orduna   | Modena             | definitivo |
| P        | Matteo Pistolesi  | Top Volley Latina  | definitivo |
| S        | Cristian Poglajen | Lomas              | definitivo |
| C        | Marco Vitelli     | Powervolley Milano | definitivo |

| Cessioni | Cessioni             | Cessioni           | Cessioni   |
| R.       | Nome                 | a                  | Modalità   |
| -------- | -------------------- | ------------------ | ---------- |
| C        | Elia Bossi           | Modena             | definitivo |
| O        | Simone Calarco       | Massa              | definitivo |
| S        | Branimir Grozdanov   | Arago de Sète      | definitivo |
| C        | Conrad Kaminski      | Academy United     | definitivo |
| P        | Giacomo Leoni        | Massa              | definitivo |
| S        | Julien Lyneel        | Shanghai           | definitivo |
| C        | Fabio Ricci          | Sir Safety Perugia | definitivo |
| P        | Luca Spirito         | BluVolley Verona   | definitivo |
| O        | Maurice Torres       | ZAKSA              | definitivo |
| S        | Maarten van Garderen | Modena             | definitivo |

## Risultati

### Superlega

#### Girone di andata
| 1ª giornata - 15 ottobre 2017 PalaDeAndré, Ravenna               | Porto Robur Costa  | 2 - 3 | Piacenza           | 25-22, 25-13, 16-25, 22-25, 15-17 |
| 2ª giornata - 22 novembre 2017 PalaCivitanova, Civitanova Marche | Lube               | 3 - 0 | Porto Robur Costa  | 25-14, 25-20, 26-24               |
| 3ª giornata - 25 ottobre 2017 PalaDeAndré, Ravenna               | Porto Robur Costa  | 3 - 0 | Trentino           | 31-29, 25-15, 25-21               |
| 4ª giornata - 29 ottobre 2017 PalaDeAndré, Ravenna               | Porto Robur Costa  | 3 - 0 | Argos              | 25-18, 25-18, 25-18               |
| 5ª giornata - 1º novembre 2017 PalaPiantanida, Busto Arsizio     | Powervolley Milano | 1 - 3 | Porto Robur Costa  | 25-19, 20-25, 17-25, 23-25        |
| 6ª giornata - 5 novembre 2017 PalaDeAndré, Ravenna               | Porto Robur Costa  | 3 - 1 | Padova             | 23-25, 25-13, 25-21, 25-19        |
| 7ª giornata - 12 novembre 2017 PalaOlimpia, Verona               | BluVolley Verona   | 3 - 2 | Porto Robur Costa  | 25-23, 30-28, 22-25, 22-25, 20-18 |
| 8ª giornata - 17 novembre 2017 PalaDeAndré, Ravenna              | Porto Robur Costa  | 3 - 0 | New Mater          | 25-19, 25-19, 25-23               |
| 9ª giornata - 26 novembre 2017 PalaBianchini, Latina             | Top Volley Latina  | 3 - 0 | Porto Robur Costa  | 25-19, 25-22, 25-19               |
| 10ª giornata - 2 dicembre 2017 PalaDeAndré, Ravenna              | Porto Robur Costa  | 3 - 1 | Callipo            | 23-25, 25-23, 25-20, 25-13        |
| 11ª giornata - 10 dicembre 2017 PalaPanini, Modena               | Modena             | 3 - 0 | Porto Robur Costa  | 25-21, 25-19, 25-18               |
| 12ª giornata - 17 dicembre 2017 Palazzetto dello Sport, Monza    | Milano             | 3 - 1 | Porto Robur Costa  | 20-25, 25-19, 25-17, 25-21        |
| 13ª giornata - 26 dicembre 2017 PalaDeAndré, Ravenna             | Porto Robur Costa  | 0 - 3 | Sir Safety Perugia | 22-25, 16-25, 18-25               |

#### Girone di ritorno
| 1ª giornata - 30 dicembre 2017 PalaBanca, Piacenza          | Piacenza           | 1 - 3 | Porto Robur Costa  | 21-25, 18-25, 35-33, 24-26        |
| 2ª giornata - 4 gennaio 2018 PalaDeAndré, Ravenna           | Porto Robur Costa  | 0 - 3 | Lube               | 17-25, 20-25, 9-25                |
| 3ª giornata - 7 gennaio 2018 PalaTrento, Trento             | Trentino           | 3 - 1 | Porto Robur Costa  | 25-18, 22-25, 25-19, 25-20        |
| 4ª giornata - 10 gennaio 2018 PalaPolsinelli, Sora          | Argos              | 2 - 3 | Porto Robur Costa  | 36-34, 16-25, 22-25, 25-20, 12-15 |
| 5ª giornata - 14 gennaio 2018 PalaDeAndré, Ravenna          | Porto Robur Costa  | 0 - 3 | Powervolley Milano | 21-25, 25-27, 20-25               |
| 6ª giornata - 21 gennaio 2018 PalaSanLazzaro, Padova        | Padova             | 2 - 3 | Porto Robur Costa  | 24-26, 25-19, 22-25, 32-30, 13-15 |
| 7ª giornata - 4 febbraio 2018 PalaDeAndré, Ravenna          | Porto Robur Costa  | 3 - 2 | BluVolley Verona   | 29-27, 13-25, 29-27, 22-25, 15-9  |
| 8ª giornata - 8 febbraio 2018 PalaFlorio, Bari              | New Mater          | 0 - 3 | Porto Robur Costa  | 19-25, 20-25, 35-37               |
| 9ª giornata - 11 febbraio 2018 PalaDeAndré, Ravenna         | Porto Robur Costa  | 3 - 0 | Top Volley Latina  | 25-17, 25-18, 28-26               |
| 10ª giornata - 18 febbraio 2018 PalaValentia, Vibo Valentia | Callipo            | 0 - 3 | Porto Robur Costa  | 12-25, 22-25, 12-25               |
| 11ª giornata - 21 febbraio 2018 PalaDeAndré, Ravenna        | Porto Robur Costa  | 0 - 3 | Modena             | 18-25, 27-29, 19-25               |
| 12ª giornata - 25 febbraio 2018 PalaDeAndré, Ravenna        | Porto Robur Costa  | 3 - 0 | Milano             | 25-12, 25-17, 25-19               |
| 13ª giornata - 4 marzo 2018 PalaEvangelisti, Perugia        | Sir Safety Perugia | 3 - 0 | Porto Robur Costa  | 25-15, 25-14, 25-19               |

#### Play-off scudetto
| Quarti di finale (gara 1) - 10 marzo 2018 PalaEvangelisti, Perugia | Sir Safety Perugia | 3 - 1 | Porto Robur Costa  | 20-25, 26-24, 28-26, 25-19        |
| Quarti di finale (gara 2) - 18 marzo 2018 PalaDeAndré, Ravenna     | Porto Robur Costa  | 3 - 2 | Sir Safety Perugia | 20-25, 25-23, 27-25, 29-31, 15-12 |
| Quarti di finale (gara 3) - 25 marzo 2018 PalaEvangelisti, Perugia | Sir Safety Perugia | 3 - 0 | Porto Robur Costa  | 25-19, 25-18, 25-23               |

#### Play-off 5º posto
| Quarti di finale (andata) - 1º aprile 2018 PalaSanLazzaro, Padova | Padova            | 3 - 1 | Porto Robur Costa | 25-14, 26-28, 25-20, 25-22        |
| Quarti di finale (ritorno) - 7 aprile 2018 PalaDeAndré, Ravenna   | Porto Robur Costa | 3 - 2 | Padova            | 25-22, 23-25, 20-25, 25-23, 15-11 |

### Coppa Italia
| Ottavi di finale - 11 ottobre 2017 PalaValentia, Vibo Valentia       | Callipo | 1 - 3 | Porto Robur Costa | 21-25, 25-22, 9-25, 17-25 |
| Quarti di finale - 18 ottobre 2017 PalaCivitanova, Civitanova Marche | Lube    | 3 - 0 | Porto Robur Costa | 25-20, 25-19, 25-21       |

### Challenge Cup
| Sedicesimi di finale (andata) - 6 dicembre 2017 Gentoftehallen, Gentofte     | Gentofte          | 0 - 3 | Porto Robur Costa | 19-25, 12-25, 20-25               |
| Sedicesimi di finale (ritorno) - 21 dicembre 2017 PalaDeAndré, Ravenna       | Porto Robur Costa | 3 - 2 | Gentofte          | 25-9, 20-25, 25-19, 25-27, 15-9   |
| Ottavi di finale (andata) - 17 gennaio 2018 PalaDeAndré, Ravenna             | Porto Robur Costa | 3 - 0 | Brno              | 25-15, 25-19, 25-14               |
| Ottavi di finale (ritorno) - 30 gennaio 2018 Městská Hala Vodova, Brno       | Brno              | 0 - 3 | Porto Robur Costa | 23-25, 27-29, 23-25               |
| Quarti di finale (andata) - 14 febbraio 2018 PalaDeAndré, Ravenna            | Porto Robur Costa | 3 - 1 | Benfica           | 22-25, 25-22, 25-23, 25-20        |
| Quarti di finale (ritorno) - 28 febbraio 2018 Sports Hall Benfica, Lisbona   | Benfica           | 2 - 3 | Porto Robur Costa | 21-25, 25-22, 25-18, 22-25, 14-16 |
| Semifinali (andata) - 14 marzo 2018 PalaDeAndré, Ravenna                     | Porto Robur Costa | 0 - 3 | Maliye Piyango    | 21-25, 19-25, 23-25               |
| Semifinali (ritorno) - 21 marzo 2018 Başkent Voleybol Salonu, Ankara         | Maliye Piyango    | 1 - 4 | Porto Robur Costa | 22-25, 25-22, 19-25, 19-25, 14-16 |
| Finale (andata) - 4 aprile 2018 PalaDeAndré, Ravenna                         | Porto Robur Costa | 3 - 1 | Olympiakos        | 26-24, 23-25, 25-20, 25-23        |
| Finale (andata) - 11 aprile 2018 Stadio della pace e dell'amicizia, Il Pireo | Olympiakos        | 1 - 3 | Porto Robur Costa | 26-28, 25-23, 20-25, 18-25        |

## Statistiche

### Statistiche di squadra
| Competizione  | Punti | In casa | In casa | In casa | In trasferta | In trasferta | In trasferta | Totale | Totale | Totale |
| Competizione  | Punti | G       | V       | P       | G            | V            | P            | G      | V      | P      |
| ------------- | ----- | ------- | ------- | ------- | ------------ | ------------ | ------------ | ------ | ------ | ------ |
| Superlega     | 41    | 15      | 10      | 5       | 16           | 6            | 10           | 31     | 16     | 15     |
| Coppa Italia  | -     | 0       | 0       | 0       | 2            | 1            | 1            | 2      | 1      | 1      |
| Challenge Cup | -     | 5       | 4       | 1       | 5            | 4            | 1            | 10     | 8      | 2      |
| Totale        | -     | 20      | 14      | 6       | 23           | 11           | 12           | 43     | 25     | 18     |

G = partite giocate; V = partite vinte; P = partite perse

### Statistiche dei giocatori
| Giocatore     | Superlega | Superlega | Superlega | Superlega | Superlega | Coppa Italia | Coppa Italia | Coppa Italia | Coppa Italia | Coppa Italia | Challenge Cup | Challenge Cup | Challenge Cup | Challenge Cup | Challenge Cup | Totale | Totale | Totale | Totale | Totale |
| Giocatore     | P         | PT        | AV        | MV        | BV        | P            | PT           | AV           | MV           | BV           | P             | PT            | AV            | MV            | BV            | P      | PT     | AV     | MV     | BV     |
| ------------- | --------- | --------- | --------- | --------- | --------- | ------------ | ------------ | ------------ | ------------ | ------------ | ------------- | ------------- | ------------- | ------------- | ------------- | ------ | ------ | ------ | ------ | ------ |
| P. Buchegger  | 31        | 545       | 461       | 30        | 54        | 2            | 34           | 25           | 4            | 5            | 10            | 203           | 174           | 16            | 13            | 43     | 782    | 660    | 50     | 72     |
| E. Diamantini | 31        | 179       | 116       | 42        | 21        | 2            | 4            | 3            | 1            | 0            | 9             | 59            | 39            | 16            | 4             | 42     | 242    | 158    | 59     | 25     |
| K. Georgiev   | 25        | 142       | 97        | 34        | 11        | 2            | 12           | 7            | 3            | 2            | 8             | 57            | 39            | 16            | 2             | 35     | 211    | 143    | 53     | 15     |
| R. Goi        | 31        | 0         | 0         | 0         | 0         | 2            | 0            | 0            | 0            | 0            | 10            | 0             | 0             | 0             | 0             | 43     | 0      | 0      | 0      | 0      |
| M. Gutiérrez  | 22        | 44        | 36        | 3         | 5         | 1            | 0            | 0            | 0            | 0            | 8             | 26            | 21            | 3             | 2             | 31     | 70     | 57     | 6      | 7      |
| S. Marchini   | 8         | 1         | 0         | 0         | 1         | 0            | 0            | 0            | 0            | 0            | 8             | 0             | 0             | 0             | 0             | 16     | 1      | 0      | 0      | 1      |
| N. Maréchal   | 27        | 308       | 259       | 14        | 35        | 2            | 24           | 22           | 0            | 2            | 9             | 100           | 81            | 8             | 11            | 38     | 432    | 362    | 22     | 48     |
| L. Maretti    | 2         | 2         | 0         | 1         | 1         | -            | -            | -            | -            | -            | -             | -             | -             | -             | -             | 2      | 2      | 0      | 1      | 1      |
| T. Mazzone    | 0         | 0         | 0         | 0         | 0         | 0            | 0            | 0            | 0            | 0            | 0             | 0             | 0             | 0             | 0             | 0      | 0      | 0      | 0      | 0      |
| S. Orduna     | 31        | 46        | 18        | 9         | 19        | 2            | 4            | 3            | 1            | 0            | 10            | 29            | 12            | 8             | 9             | 43     | 79     | 33     | 18     | 28     |
| M. Pistolesi  | 18        | 3         | 2         | 1         | 0         | 1            | 0            | 0            | 0            | 0            | 5             | 0             | 0             | 0             | 0             | 24     | 3      | 2      | 1      | 0      |
| C. Poglajen   | 31        | 370       | 298       | 19        | 53        | 2            | 14           | 13           | 1            | 0            | 10            | 107           | 90            | 6             | 11            | 43     | 491    | 401    | 26     | 64     |
| G. Raffaelli  | 29        | 98        | 79        | 12        | 7         | 2            | 2            | 2            | 0            | 0            | 9             | 32            | 23            | 6             | 3             | 40     | 132    | 104    | 18     | 10     |
| M. Vitelli    | 26        | 76        | 45        | 22        | 9         | 2            | 9            | 6            | 1            | 2            | 8             | 44            | 27            | 14            | 3             | 36     | 129    | 78     | 37     | 14     |

P = presenze; PT = punti totali; AV = attacchi vincenti; MV = muri vincenti; BV = battute vincenti